# Tokyo Koku Ki-107
Tokyo Koku Ki-107 — проєкт навчального літака Імперської армії Японії періоду Другої світової війни.

## Історія створення
На завершальному етапі війни авіаційна промисловість Японії відчувала гострий брак стратегічної сировини, зокрема дюралю. Тому на авіаційних питаннях гостро постало питання пеереведення виробництва на використання більш дешевої та доступної сировини. Особливо гостро це питання постало при виробництві небойових літаків, зокрема навчальних.
У 1944 році на озброєнні армії та флоту були літаки Kokusai Ki-86 та Kyushu K9W - ліцензійні варіанти німецького Bücker Bü 131. Цей літак добре зарекомендував себе, але потребував дефіцитного дюралю. Тому було вирішено розробити літак-наступник, який би не використовував дюраль.
Розробкою літака зайнялись конструктори маловідомого конструкторського бюро «Токіо Коку». Вони створили суцільнодерев'яний літак на основі Ki-86, відмовившись навіть від сталевих рам. Двигун використовувався той самий - Hitachi Ha-47 потужністю 110 к.с.
Перший прототип був готовий на початку 1944 року. Випробування показали, що характеристики літака повністю переважають Ki-86, незважаючи на більшу масу. Але під час одного з випробувальних польотів Ki-107 здійснив вимушену посадку і був практично зруйнований, після чого роботи по даному проєкту були припинені. Лише у 1945 році вдалось випустити суцільнодерев'яну версію Ki-86b, але її характеристики були гірші у зв'язку із суттєвим збільшенням маси.

## Тактико-технічні характеристики

### Технічні характеристики
- Екіпаж: 2 чоловік
- Довжина: 8,05 м
- Розмах крил: 10,02 м
- Маса спорядженого: 829 кг
- Двигуни:  1 х Hitachi Ha-47
- Потужність: 110 к. с.

### Льотні характеристики
- Максимальна швидкість: 197 км/г
- Дальність польоту: 475 км